# Vertriebenendenkmal Ohlendorf

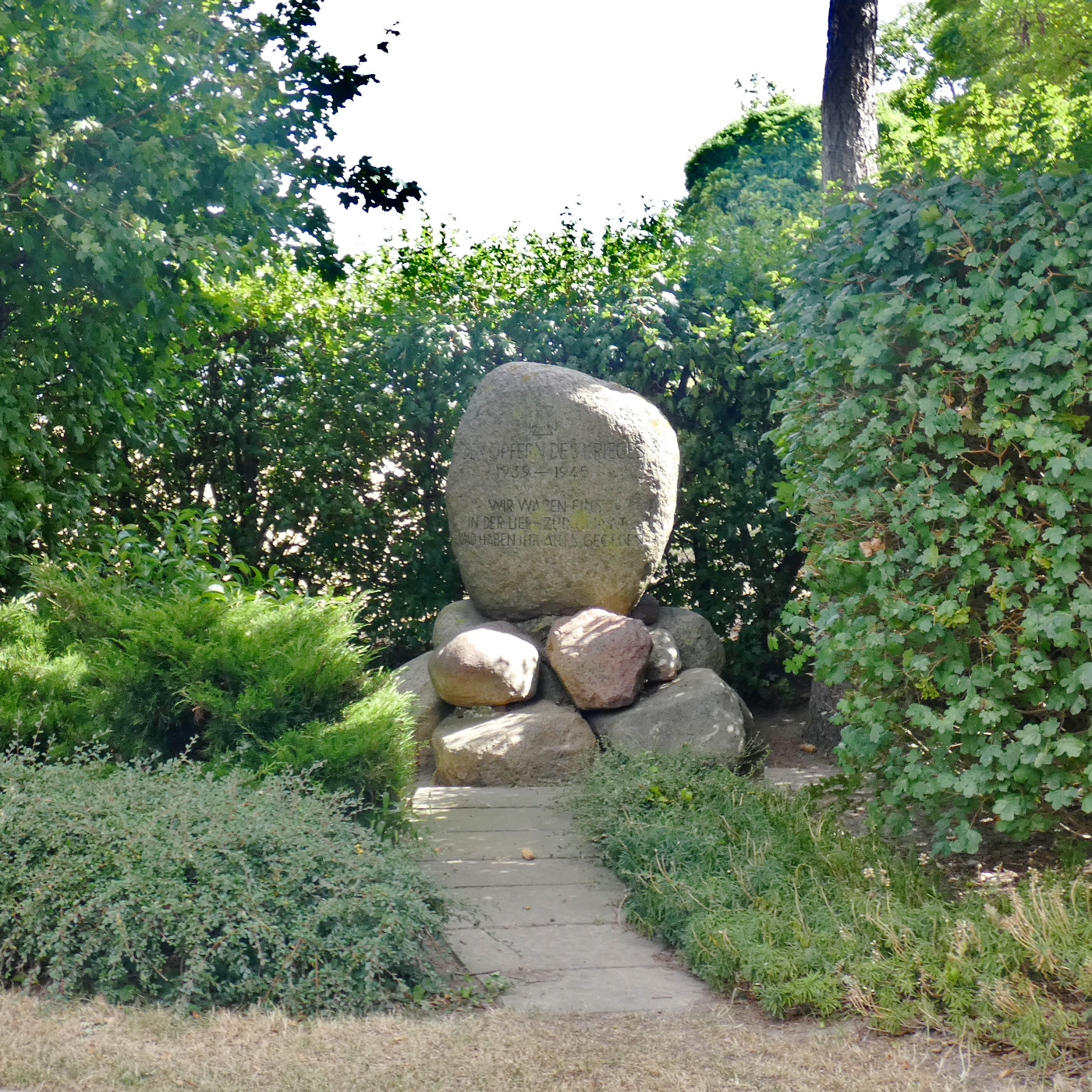
Das Vertriebenendenkmal in Ohlendorf

Das Vertriebenendenkmal ist ein denkmalgeschütztes Ehrenmal in Ohlendorf, einem Stadtteil von Hemmingen in der Region Hannover in Niedersachsen.

## Geschichte
Nach dem Zweiten Weltkrieg hatte der Ohlendorfer Gemeinderat einstimmig beschlossen, einen Gedenkstein „im Angedenken an die verlorene Heimat“ zu errichten.
Im Jahr 1953 wurde das Vertriebenendenkmal mit einer feierlichen Ehrenwache eingeweiht. Es liegt am Ostrand von Ohlendorf neben dem neuen Friedhof des Ortes. Seit der Eingemeindung Ohlendorfs im Jahr 1974 hat die heutige Stadt Hemmingen die Pflege des Denkmals übernommen.

## Beschreibung
Zentraler Bestandteil des Ehrenmals ist ein großer Findling, den ein Ohlendorfer Landwirt mit seinem Traktor aus der Heide herantransportierte. Unter den Findling wurden mehrere kleine Findlinge platziert und eine kleine Pflanzung darum angelegt. Der große Findling trägt die eingemeißelte Inschrift 

„Den Opfern des Krieges
1939 - 1945“

und darunter 

„Wir waren eins in der Liebe zur Heimat und haben ihr alles gegeben.“

Dieser als Inschrift ausgewählte Spruch hatte schon über dem Portal der Klosterschule Roßleben gestanden.

## Sonstiges
Gelegentlich wird das Ohlendorfer Vertriebenendenkmal als Kriegerdenkmal bezeichnet. Das gemeinsame Ehrenmal für die im Ersten und Zweiten Weltkrieg Gefallenen der beiden Hemminger Ortsteile Hiddestorf und Ohlendorf steht jedoch neben der Nikolai-Kirche in Hiddestorf.